# 沙布里扬
沙布里扬（法語：Chabrillan，法語發音：[ʃabʁijɑ̃]）是法国德龙省的一个市镇，属于迪镇区。

## 地理
沙布里扬（44°43'26"N, 4°56'29"E）面积17.75 平方千米，位于法国奥弗涅-罗讷-阿尔卑斯大区德龙省，该省份为法国东南部内陆省份，北起顺时针与伊泽尔省、上阿尔卑斯省、上普罗旺斯阿尔卑斯省、沃克吕兹省和阿尔代什省接壤。
与沙布里扬接壤的市镇（或旧市镇、城区）包括：欧蒂尚、迪瓦热、厄尔、格拉讷、拉罗什叙格拉讷。

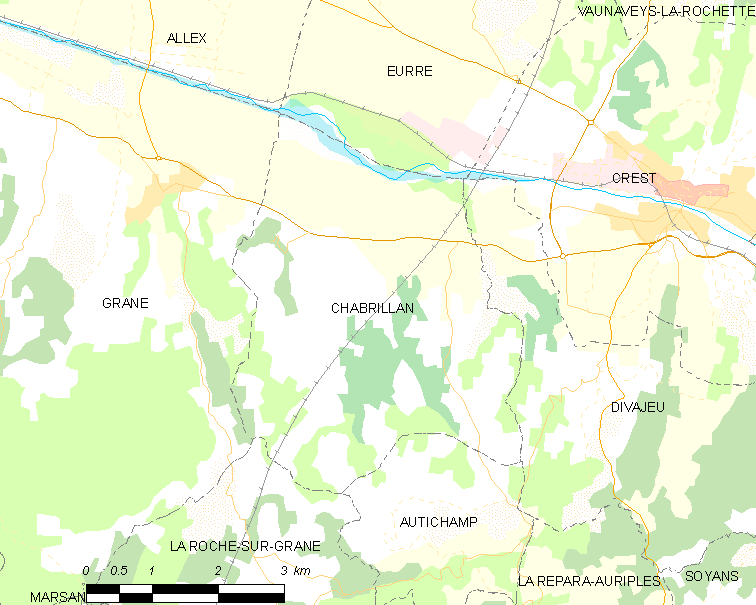
沙布里扬的OSM定位图

沙布里扬的时区为UTC+01:00、UTC+02:00（夏令时）。

## 行政
沙布里扬的邮政编码为26400，INSEE市镇编码为26065。

## 政治
沙布里扬所属的省级选区为克雷县。

## 人口

1962-2008年间沙布里扬人口变化图示

沙布里扬于2022年1月1日时的人口数量为755人。